# Ciara Ferguson
Ciara Ferguson é uma política no Sinn Féin que é membro da Assembleia Legislativa de Foyle na Irlanda do Norte.
Antes da sua eleição Ferguson era trabalhadora de desenvolvimento comunitário em Strabane.

## Vida Pessoal
Ela frequentou o Holy Cross College, em Strabane. Antes de sua eleição, Ferguson trabalhava em desenvolvimento comunitário. Tornou-se o MLA de Foyle após uma convenção de seleção realizada pelo Sinn Féin depois que sua antecessora Martina Anderson foi forçada a renunciar após uma revisão interna do partido.